# Revolutionaire Bolivariaanse Beweging-200
De Revolutionaire Bolivariaanse Beweging-200 (Spaans: Movimiento Bolivariano Revolucionario 200 of MBR-200) was een politieke  en sociale beweging, dat door de huidige Venezolaanse president Hugo Chávez in 1982 werd opgericht. De beweging heeft de coup poging in februari 1992 gepland en uitgevoerd. De beweging evalueerde later in de Beweging van de Vijfde Republiek, opgericht in juli 1997 om Hugo Chávez's kandidaatschap te ondersteunen in de Venezolaanse presidentsverkiezingen in 1998. De overgang naar de electorale politiek leidde tot enig debat in de beweging, omdat ze zouden kunnen voorkomen dat een MBR-200 kandidaat zal winnen.